# مارژنا کیپیل-شتوکا
مارژنا کیپیل-شتوکا (لهستانی: Marzena Kipiel-Sztuka؛ ۱۹ اکتبر ۱۹۶۵ – ۹ ژوئن ۲۰۲۴) بازیگر اهل لهستان بود.
از فیلم‌ها یا مجموعه‌های تلویزیونی که وی در آن‌ها نقش داشته‌است، می‌توان به مسکوی کوچک، ترفندها، رفتارشناس، جهان به روایت خانواده کیپسکی، عشق اول و شخصیت اشاره کرد.